# Schallabsorption

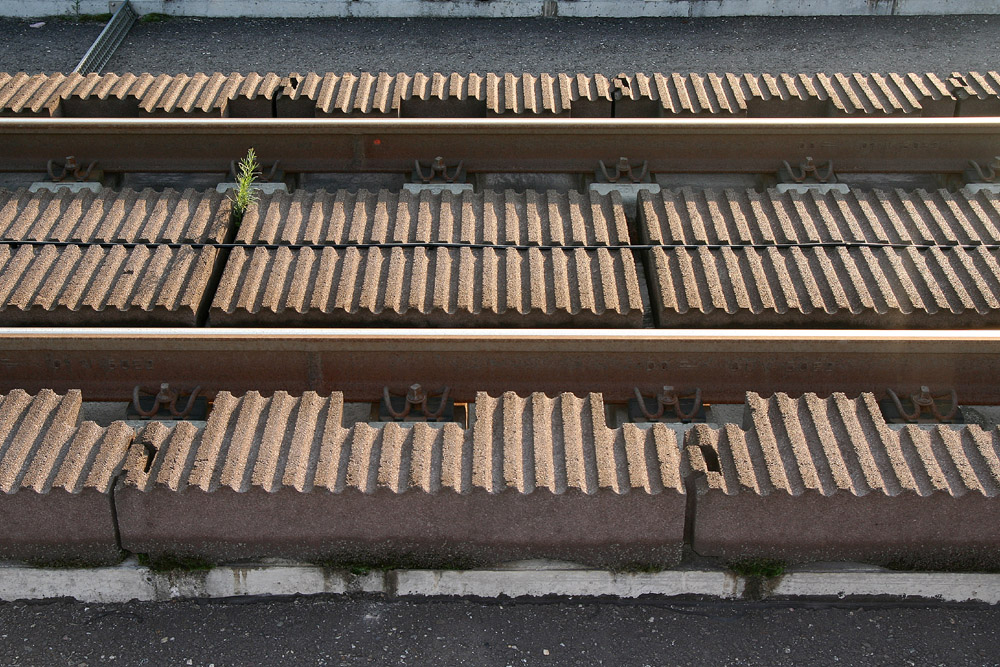
Feste Fahrbahn auf der Schnellfahrstrecke Köln–Rhein/Main mit Schallabsorbern zur Reduktion der Ausbreitung des Rad-Schiene-Geräusches.

Die Schallabsorption bezeichnet die Verminderung von Schallenergie insbesondere durch Umwandlung in Wärme. Absorbieren ist gleichbedeutend mit „Schlucken“ und „Aufsaugen“.

## Unterscheidung von ähnlichen Begriffen
Der Begriff Schallabsorption ist zu unterscheiden von folgenden Begriffen, die oft im gleichen Zusammenhang verwendet werden:
- Unter Schalldissipation wird ausschließlich die Umwandlung in andere Energieformen als Schall, insbesondere Wärme, verstanden, während bei der Absorption grundsätzlich auch andere Arten des „Verschwindens“ von Schall gemeint sein können (siehe Absorptionsgrad).
- Schalldämpfung bezeichnet jede Art von Verringerung der Schallintensität, die nicht notwendigerweise mit einer Verringerung der Schallenergie zu tun haben muss, z. B. durch Divergenz, also durch Verteilung der Schallenergie auf eine größere Fläche.
- Schalldämmung ist die die Behinderung der Ausbreitung von Schall in eine bestimmte Richtung. Sie lässt sich etwa über die Masseträgheit einer schallharten Wand bewirken (etwa aus Stahl oder Beton), welche auf der Innenseite eine maximale Schallreflexion bewirkt. Demgegenüber wird die Schallabsorption häufig zur Reduktion von Reflexionen eingesetzt (etwa zur Unterbindung von Nachhall oder Stehwellen in Innenräumen).

## Quantitative Bestimmung

### Absorptionskoeffizient
Der Absorptionskoeffizient ist – wie in der Optik – der Exponentialkoeffizient der Abnahme der Intensität einer ebenen (also divergenzfreien) Welle. Er ist eine Materialkonstante des Übertragungsmediums bei der Schallausbreitung. Weil diese Materialkonstante nur durch dissipative Absorption gekennzeichnet ist, ist sie faktisch identisch mit dem Dissipationskoeffizient.

### Absorptionsgrad
Der Schallabsorptionsgrad {\displaystyle \alpha } ist definiert als das Verhältnis der absorbierten Schallintensität {\displaystyle I_{\mathrm {a} }} zur gesamten einfallenden Schallintensität {\displaystyle I_{0}}:
{\displaystyle \alpha ={\frac {I_{\mathrm {a} }}{I_{0}}}}
Der Schallabsorptionsgrad hängt wie folgt zusammen mit dem Schallreflexionsgrad {\displaystyle \rho } (Maß für die reflektierte Schallintensität), dem Schalltransmissionsgrad {\displaystyle \tau } (Maß für die durchgelassene Schallintensität) und dem Schalldissipationsgrad {\displaystyle \delta } (Maß für die „verlorengegangene“ Schallintensität):
{\displaystyle {\begin{alignedat}{2}\rho +&\alpha &&=1\\\rho +&\tau +\delta &&=1\\&\alpha =\tau +\delta \end{alignedat}}}
Die erste Gleichung besagt, dass die Summe von reflektierter und absorbierter Schallintensität, also von Schallreflexion und Schallabsorption, stets der gesamten Schallintensität entspricht. Die letzte Gleichung drückt aus, dass sich die absorbierte Schallintensität aus durchgelassener (transmittierter) und „verlorengegangener“ (dissipierter) Schallintensität zusammensetzt; Schallabsorption entsteht also durch gleichzeitige Schalltransmission und -dissipation.

### Maßeinheit
Die Maßeinheit der Schallabsorption ist das Sabin.

## Wirkungsweise
Nicht alle Konstruktionen, die heute unter dem Begriff 'Schallabsorber' behandelt werden, beruhen eigentlich auf Absorption, also auf der Umwandlung von Schall- in Wärmeenergie.

### Schallwegvergrößerung
Für die Absorption von Luftschall verwendet man in der Praxis poröse und/oder faserige Absorptionsmaterialien. Dadurch wird die Oberfläche, auf welche der Schall auftrifft, um ein Vielfaches vergrößert. Ein Teil der Schallenergiereduktion kann also bereits auf einer bloßen Verlängerung des Schallwegs beruhen, indem der Schall vielfach umgelenkt (reflektiert) wird, bevor er wieder aus dem Absorber austritt. Da sich Schallenergie quadratisch reziprok zum zurückgelegten Schallweg verhält (s. Dissipation), ist der Energiepegel des wieder aus dem Absorber austretenden Schalls verringert, selbst bei einem starren bzw. schallharten Absorptionsmaterial (z. B. Meerschaum oder Röhren), denn der Schall hat bereits einen längeren Weg hinter sich, als dies bei einer glatten und planen Reflexionsfläche der Fall wäre.
Bei porösen Absorbern wird die Schallenergie durch Reibung der Luftmoleküle im Absorber in Wärme umgewandelt; dieser Vorgang wird als Dissipation bezeichnet. Das Absorptionsvermögen poröser Absorber ist frequenzabhängig und wird bestimmt von der Porosität, dem Strukturfaktor und der längenbezogenen Strömungsresistenz. Vorteil der porösen Absorber ist ihre hohe Absorption im mittleren und oberen Frequenzbereich, dagegen werden tiefe Frequenzen nur gering absorbiert.

### Mechanische Dämpfung
Darüber hinaus wird Schallenergie auch in kinetische Energie gewandelt, wenn das Dämpfungsmaterial elastisch (beispielsweise Wollfasern oder Gummimoleküle), beweglich (beispielsweise Sand) oder verformbar ist (beispielsweise Holzspäne), wodurch der Energiepegel des aus dem Absorber austretenden Schalls zusätzlich reduziert werden kann.
Bei porösen Absorbern kann das Dämpfungsverhalten mit der Theorie der quasihomogenen Absorber rechnerisch approximiert werden.

### Resonatoren
Eine weitere Möglichkeit zur Schallabsorption bieten Resonatoren, speziell Plattenresonatoren (Membranabsorber) und Helmholtz-Resonatoren. Auch hier wird die Schallenergie der Luft zunächst in kinetische Energie umgewandelt, nämlich in Schwingungsenergie eines Objektes, das dann seinerseits Schallwellen abgibt.

### Gegenschall
Ferner lässt sich Schall auf elektronischen Wege ('aktiv') auslöschen. Bei diesem Verfahren ist nicht eigentlich von Absorption (Wandlung in Wärme- oder kinetische Energie durch ein Material) zu sprechen, sondern von Schallauslöschung. Dabei wird dem eintreffenden Schall durch mindestens einen weiteren Lautsprecher ein gegenphasiges Signal überlagert, sodass es phasenabhängig zur Auslöschung bzw. Abschwächung kommt (s. Gegenschall).

### Kombinationen
Viele Konstruktionen zur Reflexionsreduktion kombinieren die o. g. Wirkungsweisen, so. z. B. Plattenschwingerkonstruktionen (Resonator), die zusätzlich mit elastischem Material befüllt ist. Eine Sonderbauform ist dabei der „limp mass absorber“, welcher keine solide Platte, sondern eine schlaff vorgespannte schwere Folie verwendet. Diese erhöht ebenfalls die effektiv absorbierende Masse, hat aber keine so dedizierte Resonanzfrequenz und wirkt damit mehr als Breitbandabsorber. 

## Schallabsorption in der Raumakustik
Der in einem Raum erzeugte Schall breitet sich als Luftschallwelle aus und trifft auf Raumbegrenzungsflächen, die den Schall teilweise absorbieren, durchlassen oder reflektieren.
Teppiche sind die einzigen Bodenbeläge, die eine Schallabsorption luftgetragener Geräusche ermöglichen. Bei der raumakustischen Berechnung wird z. B. für Teppichböden der geforderte Schallabsorptionsgrad festgelegt. Die Messung erfolgt in einem Hallraum durch Vergleich der Nachhallzeiten mit und ohne Belag. Teppiche absorbieren konstruktionsbedingt in erster Linie hohe Frequenzanteile.
An Wänden und Decken werden in größeren Räumen mit geringer Möblierung häufig gelochte Trockenbauplatten angebracht. Die Schallwellen treten teilweise durch die Löcher, erzeugen Wirbel und werden dabei abgeschwächt. Die durchtretenden Anteile werden von dahinterliegenden porösen Materialien (wie etwa Melaminharzschaum) absorbiert. Statt gelochter Platten werden auch geschlitzte Holzverschalungen angewendet.